# Kyūroku-jima
Kyūroku-jima (tiếng Nhật: 久六島) là một quần đảo nhỏ trên biển Nhật Bản cách đảo chính Honshu của Nhật Bản khoảng 30 km (19 mi) về phía tây. Về mặt hành chính, nó là một phần của thị trấn Fukaura ở tỉnh Aomori và là điểm cực tây của tỉnh. Quần đảo này là đỉnh của một ngọn núi lửa ngầm.

## Địa lý
Kyūroku-jima nằm cách Honshu 30 km (19 mi) về phía tây và là điểm cực tây của tỉnh Aomori. Quần đảo này là đỉnh của một ngọn núi lửa ngầm.
Quần đảo Kyūroku-jima được bao quanh bởi các rạn đá rất khó di chuyển, nhưng hòn đảo lớn nhất có một cầu cảng được xây dựng trên đó. Do khó khăn này, Lực lượng Bảo vệ Bờ biển Nhật Bản chỉ đến các hòn đảo mỗi năm một lần để kiểm tra ngọn hải đăng của họ.

## Địa chất
Núi lửa tạo nên Kyūroku-jima hình thành cách đây khoảng 3,32 triệu năm. Tảng đá nằm trên bề mặt đại dương được tạo thành từ bazan kiềm màu sẫm và đá từ tro núi lửa có màu vàng, mỗi tảng đều có thể nhìn thấy rõ ràng đối với du khách. Quần đảo mang tên Kurokushima là đỉnh của một miệng núi lửa hình móng ngựa cao khoảng 1.000 mét (3.300 ft) so với đáy biển xung quanh. Nó có độ cao tương đường núi Iwaki gần đó, cũng có độ cao khoảng 1.000 mét (3.300 ft) so với Shirakami-Sanchi.

## Lịch sử
Kyūroku-jima được các thương nhân lập bản đồ vào năm 1786, mặc dù khu vực này đã được biết đến như một ngư trường từ thế kỷ XVI. Quần đảo này được cho là mang tên một ngư dân đã đâm vào nó. Kyūroku-jima được người châu Âu quan sát lần đầu tiên vào năm 1855, khi thủy thủ đoàn của HMS Bittern phát hiện chúng được bao phủ bởi những con hải cẩu. Thủy thủ đoàn đã đặt tên cho quần đảo nhỏ là Bittern Rocks. Cái tên này xuất hiện trong các tài liệu phương Tây ít nhất là cho đến đầu thế kỷ XX.
Vì sự phong phú của cá thu Okhotsk atka, bào ngư và tảo bẹ, thẩm quyền của quần đảo đã bị tranh chấp giữa hai tỉnh Aomori và Akita cho đến khi nó thuộc về Aomori vào năm 1953 và Akita nhận được quyền sử dụng chung.
Vào ngày 20 tháng 10 năm 1959, một ngọn hải đăng cao 20 mét (66 ft) bắt đầu hoạt động, ánh sáng của ngọn hải đăng này có phạm vi 7,5 km (4,7 mi).

## Giao thông
Cách duy nhất để đến được quần đảo này là thuê một chiếc thuyền đánh cá. Theo cách đi này, từ Fukaura đến Kyūroku-jima sẽ mất khoảng 2 giờ.